# Colletes rozeni
Colletes rozeni là một loài Hymenoptera trong họ Colletidae. Loài này được Kuhlmann mô tả khoa học năm 2005.